# 近藤郁美
近藤 郁美（こんどう いくみ、1965年1月1日 - ）は、日本の女優、映像監督。マルチタレント。元AV女優。2021年以降は近藤郁（こんどういく）に改名。
AV女優時代はリズムプロモーション 所属。

## 略歴
1994年に劇団ミュージックシアター入団。森山周一郎主宰「コスモ企画」養成所を経て、1998年より劇団竹とんぼに参加。20代の10年間は子供向けミュージカル女優として活動。その後エアロビクスのインストラクターのライセンスを取得し、エアロビクスインストラクターを経験。
2013年に熟女系の巨乳AV女優としてデビュー。AV作品単体、総集編込み280本に出演し、2017年にはMellow Moon（メロウムーン）レーベルにて監督も務める。
2020年12月31日をもってAV業界を引退。
2021年からは、映画女優・タレントとして幅広く活動。

## 人物
- 私生活ではシングルマザー。娘が成人したのをきっかけに、表舞台に戻る。もともと演技経験があったため、演技面での評価が高く、児童虐待する母親、薬物中毒の母、高圧的な女社長、マザコンの母など一癖ある難役を多く引き受ける[2]。

## 出演作品

### 2013年
- AV初面接! 熟れた人妻 見られ、さわられ、舐められて…。 乳首はダメ、感じすぎちゃうから…（2月28日（レンタル）/9月27日（セル）、アテナ映像）他出演:園田ユキ、杉本芙美恵、丸山紫乃
- 息子のために枕営業した私（3月1日、カマタ映像）
- 母子相姦 五十路母が息子を誘うとき（3月7日、ルビー）
- 五十路母さんの甘い味 夫の寝ている前で…（3月15日、ソルトペッパー）
- 五十路 相姦家族（3月29日、小林興業）
- 中出し近親相姦 夜這い（4月18日、センタービレッジ）
- 熟女限定 性感マッサージ 2（5月10日、クリスタル映像）他出演:星杏奈、相川椿、麻生まり子
- 親戚のおばさんに筆おろしされた僕。 4（5月31日（レンタル）/7月12日（セル）、LEO）共演:伊藤まい、後藤あずさ
- 熟ズボッ! やめて…こんな事されたら困ります! 抵抗すればするほど濡れる熟女スペシャル（6月11日（レンタル）/12月27日（セル）、アテナ映像）他出演:桃歌沙良、本庄瞳、瀬野ゆかり、高嶋碧
- パートのおばさんたちは欲求不満で新人バイト君の若い体を狙ってる! 6（6月20日、グローリークエスト）共演:加山なつこ、藤下梨花、長澤都
- 性母の館 〜会員制パブの癒しママ（7月25日、Mellow Moon）共演:牧野遥、名城翠
- 奥さんスマタ抜きだよね? 生チン入ってるけど… しかも中出しまでさせてくれて…（7月26日、なでしこ）他出演:松下美香、折川菜由、長澤都、尾崎百恵、冬木舞
- オナホール訪問販売員のおばさん 15（9月20日、ネクストイレブン）他出演:星杏奈、河原美咲、藤崎いづみ、宮沢小雪、黒沢那智、石井麻奈美
- 近親相姦 五十路のお母さんに膣中出し（10月10日、ルビー）
- 総務課のオンナ 巨乳キャリアOLの逆セクハラ（10月25日、Mellow Moon）

### 2014年
- 五十路不倫 野外調教（1月9日、センタービレッジ）
- 【初SM】 五十路緊縛ドキュメンタリー・縛鼻鞭叩叫 52歳元エアロビクス講師 緊縛拘束拷問 鞭ロウソク責め限界ファック!（2月13日、セレブの友）
- 背徳相姦 淫らな母と子（3月25日、グローバルメディアエンタテインメント）
- 息子の性欲処理に勤しむ母親の告白（3月25日、グローバルメディアエンタテインメント）他出演:松下美香、北原夏美、大嶋しのぶ
- 拘束されたい五十路四十路いいなり奥様 ドM完熟猥褻拘束淫乱熟性 器快楽責め絶頂生中出し（4月19日、セレブの友）他出演:大野実花、遠藤ゆめ、須山南、藤下梨花
- 中出し近親相姦 母子熱愛（4月24日、センタービレッジ）
- セックスカウンセラー 近藤郁美の性感クリニック（4月25日、Mellow Moon）
- 完全撮り下ろし!! 美熟女トイレオナニーコレクション 25人4時間30分（4月25日、Mellow Moon）他出演:翔田千里、北条麻妃、結城みさ、矢部寿恵、松嶋友里恵、松本まりな、大橋ひとみ、寺崎泉、小池絵美子、若松かをり、上原千尋、加藤ツバキ、横山みれい、花島瑞江、汝鳥すみか、庵叶和子、甲斐ミハル、北原小百合、真木静乃、青山愛、加納綾子、祐花凛、真鍋千枝美、瀬野ゆかり
- 家政婦のイイなり もし「近藤郁美」が、家政婦さんだったら（5月25日、Mellow Moon）
- 熟女レズビアン 五十路完熟レズ（6月5日、ルビー）共演:松下美香
- 美熟女プレミアム 鼻フック鼻孔吊りコレクション8時間（6月19日、婦人社/エマニエル）他出演:琥珀うた、西澤百花、藤下梨花、東尾真子、城野絵里香、松下美香、朝桐光、彩美ルリ子、水原薫子、如月冴子、宮下つばさ、高下えりか、高橋美緒、滝沢すみれ、結城みさ、白鳥寿美礼、夢野怜子
- 美しい五十路妻 〜夫の部下を喰べちゃいました〜（6月25日、Mellow Moon）
- マダム近藤の秘密の館（7月25日、Mellow Moon）
- 五十路おばちゃんに生中出しできる居酒屋! ド田舎の居酒屋に行列ができるとっておきの完熟裏メニュー無制限中出しセックス!（9月13日、セレブの友）共演:松下美香、高園りさ子
- 五十路専用痴漢トイレ 犯されて生中出しされる熟れた女達（9月19日、エマニエル）他出演:松下美香、真加のぶえ、石野真奈美、峰岸洋子
- 母子交尾 【大胡路】（10月23日、ルビー）
- 五十路主婦旅路 犯され・寝取られ「淫ら穴」温泉物語（10月25日、グローバルメディアエンタテインメント）共演:円城ひとみ
- 黒人×五十路妻 初黒人のデカち●ぽ（10月31日、ドリームステージエンタテインメント）
- 熟女はスケベな夢を見る。 五十路に教わるレズの味（11月1日、U&K）共演:本庄優花
- 巨乳キャリア教師の誘惑 我慢出来ないわたし（11月25日、Mellow Moon）
- 巨乳奥様 媚薬でムラムラ 我慢できなくなって先生を襲っちゃいました（11月25日、Mellow Moon）他出演:加山なつこ、桐島綾子、菊川麻里
- 淫らな熟女カウンセラー 性の相談クリニック（11月25日Mellow Moon）他出演:菊川麻里、大嶋しのぶ、青山ななせ
- お母さんの矯正下着（12月4日、ルビー）
- お母さん、かっ彼女よりずっといいよ…（12月11日、タカラ映像）共演:矢部寿恵
- 母子相姦五十路母の爛れた欲情（12月20日、Mellow Moon）
- 母のブラが浮いています（12月25日、タカラ映像）主演:矢部寿恵

### 2015年
- 僕の母親を抱かせてやるから、キミの母さんをヤらせてくれ。（1月9日、タカラ映像）共演:矢部寿恵
- 会員制 癒し系 美熟女パブ 菊川麻里（1月25日、Mellow Moon）※助演出演
- 我慢出来ない 女AV監督 近藤郁美（2月25日、Mellow Moon）
- 悪徳女性探偵社 美しく したたかな五十路 底なしの性欲 底なしに強欲 近藤郁美（3月25日、Mellow Moon）
- ムチムチ母さん 酔って息子にやりたい放題（3月25日、Mellow Moon）
- 15年間引きこもり続けたウチの弟を更生させたカリスマ熟女カウンセラー 近藤郁美（4月23日、タカラ映像）
- オバちゃん女学園（5月20日レイディックス）
- 背徳相姦～五十路の叔母 淫らな欲情 近藤郁美（6月25日、Mellow Moon）

- 友達の母親～最終章～ 近藤郁美（7月23日、タカラ映像）
- 手錠にハマった人妻 拘束と鎖に酔いしれる変態熟妻セックス悦楽絶頂 近藤郁美（7月25日、セレブの友）
- 息子に揉まれ幾度の母 近藤郁美（8月13日、タカラ映像）

- 隣の夫を寝取る人妻と隣の息子を寝取る人妻（8月25日、Mellow Moon）
- 熟女レズ発情 禁断の同窓会 近藤郁美 菊川麻里（10月25日、Mellow Moon）
- どスケベパート主婦の変態ハレンチレズ～職場で欲情するパート清掃員の主婦達～ 近藤郁美 鈴木えり（11月13日、U＆K）
- もしも…近藤郁美が●●だったら…。（12月1日、プラネットプラス）
- 母の股間は夜ひらく 近藤郁美（12月10日、タカラ映像）
- 嫁の母～歪んだ性愛（12月25日、グローバルメディアエンタテインメント）

### 2016年
- 夫に浮気がバレるのを恐れ息子を共犯者に仕立て上げた私は母失格！？ 近藤郁美（1月8日、なでしこ）

- 密室の母と子 五十路母の歪んだ欲望 近藤郁美（1月25日、Mellow Moon）

- 人妻痴漢電車～さわられた五十路母～ 近藤郁美（3月31日、センタービレッジ）

- 嫁の母 欲求不満の五十路義母に中出し 近藤郁美（4月25日、Mellow Moon）

- 夫の留守、自宅にセフレを招いてセックスに溺れる人妻 近藤郁美（5月7日、マドンナ）
- 隣の奥さん 玄関先でムリヤリ発射 たまってるんじゃないの？抜いてあげるわよ。（5月25日、Mellow Moon）

- 五十路には見えないほど色気ある義母に甘える僕 近藤郁美（6月19日、熟の蔵/エマニエル）

- 熟女の生野菜オナニー 2（7月19日、熟の蔵/エマニエル）
- やって来たデリ嬢はなんと有名AV女優！僕の人並み外れたデカチンに仰天したAV女優はプライドをかけて自ら禁断の挿入を試みる！！（7月22日、なでしこ）
- 母さんが抜いてあげるわよ。寝ている息子をムリヤリ発射！（7月25日、Mellow moon）
- 隣に越してきた人気AV女優に媚薬を飲ませたら超淫乱化！実生活での欲求不満が大爆発！？（8月12日、なでしこ）
- 嫁の母ちゃんがむっちりエロ過ぎて 僕は、もう～我慢汁でちゃう… 近藤郁美（8月17日、ソルト・ペッパー）
- 年の差レズ 3～美人母娘の歪んだ異常性愛～（9月19日、熟の蔵/エマニエル）
- 『こんなお母さんのカラダで興奮するの？』まだまだ女を捨てきれない母親の熟れた柔肌にピッタリ密着した矯正下着姿に反応した息子に母は拒みつつも内心うれしい（9月23日、なでしこ）
- 天誅ドリルアクメ拷問～義娘に復讐された五十路姑～第3幕 近藤郁美（9月25日、BabyEntertainment）

- 会員制 癒し系 美熟女 パブ 五十路ママ 近藤郁美（10月25日、Mellow moon）
- 成約率は驚愕の100％！？おもちゃのセールスレディのマル秘営業テクニック！？（10月28日、なでしこ）
- 可愛い孫（23歳）が上品なおばあちゃん（77歳）に百合孝行（11月23日、）

- おねがいだから、抜いちゃ、ダメ！中に出して！たくさん出して！発情する五十路義母 近藤郁美（11月25日、Mellow moon）

- 卑猥な人妻たちの異常な性欲処理（12月25日、グローバルメディアエンターテインメント）

- 鬼畜 男を姦る！女も姦る！あんたが出した精液を、あんたの女房に見せてやる！チ○ポを しゃぶりまくる女 マ○コを なめまくる女 円城ひとみ 近藤郁美（12月20日、Mellow moon）

### 2017年
- 熟レズカップルに狙われた若妻 藤下梨花 近藤郁美（1月25日、セレブの友）

- 嫁の母～熟れすぎて痴情（2月25日、Mellow moon）

- 淫獣 卒婚 夫のチ○ポはもう飽き飽き 男が欲しい男とヤりたい 穢れた人妻「中に出しても大丈夫！」 近藤郁美（3月25日、Mellow moon）

- 淫獣 夫にはたのめない、あなたのアナルをなめさせて、わたしのツバを飲み込んで、わたしを犯して、顔にかけて！ 近藤郁美（4月25日、Mellow moon）

- 五十路美脚奥様 ガマンできずにパンスト発射！したたる！ベトつく！なでまわす！湿ったマ○コをなでまわす！ 近藤郁美 安立ゆうこ 筒美かえで（4月25日、Mellow moon）

- 淫獣 男はチ○ポがあればいい 「どんなチ○ポもしゃぶってあげる、どんなチ○ポも入れてあげる、カラになるまで抜いてあげる！」近藤郁美（5月25日、Mellow moon）

- 熟女レズ発情 禁断の人妻レズ 激情 近藤郁 竹内梨恵（6月25日、Mellow moon）※監督兼任

- 阿修羅の女達 長女は、次女の恋人と三女の夫を寝取る。次女は、長女の夫と母の愛人を寝取る。三女は、長女の夫と母の愛人を寝取る。（7月25日、Mellow moon）※監督兼任

- ヘンリー塚本原作 義母淫らなり 色香漂う下半身（8月13日、FAプロ）

- 息子を誘惑！肉食系五十路母の抑えきれない性欲。（9月8日、なでしこ）

- 熟女レズ発情 禁断の人妻レズ 恋情 円城ひとみ 近藤郁（10月25日、Mellow moon）※監督兼任

### 2019年
- ダメな部下に発情した女上司（1月15日、なでしこ）

- 今からこの一家全員レ●プします 大○区田園○布（2月1日、レアルワークス）祖母（郁）役

### 2020年
- 熟女監督！近藤郁がイク！ お家イってイイですか？ 一般女性を年の差レズでイキ堕とす！（3月19日、ピーターズ）※監督兼任

- さかりのついた五十路妻 近藤郁（7月1日、プラネットプラス）

- 義母のぬくもり 近藤郁（9月1日、プラネットプラス）
- 倦怠期の夫婦に見て欲しい！幾つになっても仲睦まじい熟年を迎えた夫婦の愛のあるセックス 4（9月26日、シックスナイン）
- 義母の隣に寝たあの日から… 近藤郁（10月22日、タカラ映像）
- ［閲覧注意］輪●レ●プ映像 ノーカット無編集・婦女強●犯罪記録 肉欲奴●！クロロホルムとスタンガンで昏●、媚薬で錯乱、ぶっ壊れるまで犯し潰され堕ちる熟れ肉年増妻！ 近藤郁（11月1日、熟女塾/エマニエル）
- 真・異常性交 五十路母と子 其の弐拾 息子のメガチ○ポを見せつけられた母 近藤郁（11月27日、グローバルメディアエンタテインメント）

- ピタパン家事代行ヘルパー！！ 優しい美人オバサン家政婦のエロ過ぎる実態！！ イヤラしい尻の誘惑に辛抱たまらず生挿入するも満更でもない様子で本気イキ連発！！ 下のお世話までしてくれる健気な四十路・五十路ヘルパーたち 翔田千里・近藤郁・白鳥寿美礼（12月25日、グローバルメディアエンタテインメント）

### 2021年
- 現代肉欲劇場 女の性 この世は色まみれ 隣人・義母・妹・学生（1月13日、FAプロ）
- 許して…この婿の子供が欲しい 近藤郁（1月28日、タカラ映像）

## 監督のみ担当

### 2017年
- 卒婚 夫のチ○ポはもう飽き飽き 男が欲しい男とヤりたい 穢れた人妻「中に出しても大丈夫！」竹内梨恵（5月25日、Mellow Moon）

- 元ヤン アラフォー ヤンキーOLの逆セクハラオフィス 「早く、チ○ポ出せよ！」 片瀬仁美（6月25日、Mellow Moon）
- お義父さん、「妊娠してもかまわない。」中に出して！ 息子の嫁に中出し 大崎静子（6月25日、Mellow Moon）
- おねがいだから、抜いちゃ、ダメ！中に出して！たくさん出して！発情する五十路義母 安立ゆうこ（6月25日、Mellow Moon）
- 鬼畜 男はチ○ポがあればいい 「どんなチ○ポもしゃぶってあげる、どんなチ○ポも入れてあげる、カラになるまで抜いてあげる！」円城ひとみ（7月25日、Mellow Moon）
- お義父さん、早く入れて！中に出して！たくさん出して！親父に寝取られた嫁 加藤ツバキ（7月25日、Mellow Moon）
- おねがいだから、抜いちゃ、ダメ！中に出して！たくさん出して！発情する四十路義母 加山なつこ（8月25日、Mellow Moon）
- 男はチ○ポがあればいい 「どんなチ○ポもしゃぶってあげる、どんなチ○ポも入れてあげる、カラになるまで抜いてあげる！」竹内梨恵（9月1日、Mellow Moon）
- 元ヤン アラフィフ ヤンキーOLの逆セクハラオフィス 「早く、チ○ポ出せよ！」 安立ゆうこ（9月25日、Mellow Moon）
- 姦られたら やり返す 私は忘れない 泣き寝入りはしない！ 犯●れた人妻 大崎静子（10月25日、Mellow Moon）
- 多情荒淫 男を姦る！女も姦る！あんたが出した精液を、あんたの女房に見せてやる！チ○ポを しゃぶりまくる女 マ○コを なめまくる女 加納綾子 竹内梨恵（10月25日、Mellow Moon）
- 隣の奥さん 酔って夫と間違えて、「中に出して、ヌルヌルさせて！」とムリヤリ発射 加山なつこ 安立ゆうこ 竹内梨恵（10月25日、Mellow Moon）

## 出演

### 映画
- 妹になりたくて。（2016年3月2日、CRプロジェクト）
- 感染 -彼女はいま"シャチ"になる-（2020年6月、自主映画、監督：黒沢秋）竜柊の母 役[3]
- 東京橙景（2022年）主演・片平ひとみ 役[1]
- 短編映画『ビデオレター』（2022年4月、TEAM雑草）- 主人公の叔母:幸恵役
- 俺を早く死刑にしろ！（2022年9月3日、バクダス） - 佐久間竜子 役[4]
- ネトラレ、純愛。（2024年12月3日、オーピー映画）- ママ 役[5]
- 家族写真（2024年12月25日）